# Serqueux, Haute-Marne
Serqueux är en kommun i departementet Haute-Marne i regionen Grand Est (tidigare regionen Champagne-Ardenne) i nordöstra Frankrike. Kommunen ligger i kantonen Bourbonne-les-Bains som tillhör arrondissementet Langres. År 2022 hade Serqueux 367 invånare.

## Befolkningsutveckling
Antalet invånare i kommunen Serqueux
| Referens: INSEE |